# 伊藤悠
伊藤悠（1977年—），日本漫畫家。

## 經歷
東京都出身，大正大學畢業。以〈影貓〉在Ultra Jump出道。作品《舒特赫爾-西夏惡靈》獲得第16屆手塚治虫文化賞新生賞。

## 相關人物
伊藤悠的丈夫是漫畫家前嶋重機。